# 52 километр (Хабаровский край)
52 киломе́тр — посёлок в районе имени Лазо Хабаровского края России. Входит в состав Оборского сельского поселения.

## География
Посёлок 52 километр стоит на правом притоке реки Обор.
Посёлок 52 километр расположен рядом с автомобильной дорогой Владимировка — Сукпай.
Расстояние до автотрассы «Уссури» (в селе Владимировка) около 46 км.
Расстояние до районного центра посёлка Переяславка (через Владимировку) около 62 км, до административного центра сельского поселения посёлка Обор 2 км.

## Население
| 2002 | 2010 | 2011 | 2012 | 2021 |
| ---- | ---- | ---- | ---- | ---- |
| 210  | ↘33  | →33  | ↘31  | ↘12  |

## Улицы
- ул. Заводская,
- ул. Дачная,
- ул. Дорожная,
- ул. Лесная.

## Инфраструктура
- В окрестностях посёлка расположены воинские части.
- Рядом с посёлком проходила ведомственная Оборская железная дорога, которая в настоящее время разобрана.